# Power (singel B.A.P)
Power – drugi singel CD południowokoreańskiej grupy B.A.P, wydany 27 kwietnia 2012 roku. Na płycie znalazły się cztery utwory, głównym utworem jest „Power”. Sprzedał się w nakładzie 38 650 egzemplarzy w Korei Południowej (stan na czerwiec 2013 r.).

## Lista utworów
| Nr | Tytuł                                               | Słowa                                  | Muzyka                  | Czas |
| -- | --------------------------------------------------- | -------------------------------------- | ----------------------- | ---- |
| 1. | "Fight For Freedom"                                 |                                        |                         | 1:25 |
| 2. | "Power"                                             | Kang Ji-won, Kim Ki-bum, Bang Yong-guk | Kang Ji-won, Kim Ki-bum | 3:49 |
| 3. | "What the Hell"                                     | Park Su-seok, iNoo, Bang Yong-guk      | Park Su-seok, iNoo      | 4:03 |
| 4. | "It's All Lies" (kor. 전부 거짓말 Jeonbu geojismal) | Kim Ki-bum, Bang Yong-guk              | Kim Ki-bum              | 3:42 |

## Notowania
| Lista                    | Pozycja |
| ------------------------ | ------- |
| Gaon Weekly Album Chart  | 2       |
| Gaon Monthly Album Chart | 9       |
| Gaon Yearly Album Chart  | 49      |
| Billboard World Albums   | 10      |
| Five Music (Tajwan)      | 5       |